# Kate Roberts (triatleta)
Kate Roberts –conocida como Katie Roberts– (Bloemfontein, 20 de junio de 1983) es una deportista sudafricana que compitió en triatlón. Ganó ocho medallas en el Campeonato Africano de Triatlón entre los años 2003 y 2012.

## Palmarés internacional
| Campeonato Africano | Campeonato Africano       | Campeonato Africano | Campeonato Africano |
| Año                 | Lugar                     | Medalla             | Prueba              |
| ------------------- | ------------------------- | ------------------- | ------------------- |
| 2003                | Swakopmund (Namibia)      | Medalla de plata    | Individual          |
| 2005                | KwaZulu-Natal (Sudáfrica) | Medalla de plata    | Individual          |
| 2006                | Nyanga (Zimbabue)         | Medalla de oro      | Individual          |
| 2007                | Le Coco Beach (Mauricio)  | Medalla de oro      | Individual          |
| 2008                | Hammamet (Túnez)          | Medalla de plata    | Individual          |
| 2010                | Durban (Sudáfrica)        | Medalla de oro      | Individual          |
| 2011                | Maputo (Mozambique)       | Medalla de oro      | Individual          |
| 2012                | Morne Brabant (Mauricio)  | Medalla de bronce   | Individual          |